# Actenodia suturifera
Actenodia suturifera là một loài bọ cánh cứng trong họ Meloidae. Loài này được Pic mô tả khoa học năm 1896.